# 思銘・M-NV
M-NV（エム - エヌブイ）は、東風本田汽車が思銘（シーモ、英語 : CIIMO）ブランドで製造・販売している中型SUVである。

## 概要

### 年表
2020年11月20日
広州モーターショーにて電気自動車「M-NV」を発表した。